# Santuario de Nuestra Señora del Monte (Funchal)
El Santuario Nacional de Nuestra Señora del Monte (en portugués: Nossa Senhora do Monte) es la iglesia principal, y la que da el nombre, de la freguesia de Monte (Funchal), en la isla de Madeira, Portugal. En esta iglesia descansan las reliquias de Carlos I de Austria y IV de Hungría, último emperador de Austria beatificado por el papa San Juan Pablo II en 2004.

## Historia
En 1418 y 1419 las islas de Porto Santo y Madeira fue redescubierta por João Gonçalves Zarco y Tristão Vaz Teixeira acompañados por Bartolomeu Perestrelo y Gonçalo Aires Ferreira. Alrededor de 1425 inició la colonización portuguesa de la isla por iniciativa del infante Enrique "el Navegante", hijo del rey Juan I de Portugal. Gonçalo Aires Ferreira se estableció en Funchal, donde fue padre de dos hijos de madre desconocida en 1440, sus hijos fueron los primeros pobladores nacidos en la isla, fueron bautizados con los nombres de Adán y Eva.
En 1440 se estableció la capitanía,  Tristão Vaz Teixeira fue nombrado primer capitán de la capitanía de Machico por el rey, mientras que en 1450 Gonçalo Aires Ferreira fue nombrado primer capitán de Funchal. En 1470, Adão Gonçalves Ferreira (1440 - 1500), hijo de Gonçalo Aires Ferreira, primer hombre nacido en la isla de Madeira, construyó en su finca en Funchal una ermita dedicada a Nuestra Señora de la Encarnación, esta ermita fue el precedente del actual santuario.
La ermita original fue demolida, el 10 de junio de 1741 se colocó la primera piedra de la actual Iglesia dedicada a Nossa Senhora do Monte. Unos meses después de terminada, la iglesia fue severamente dañada por un terremoto el 31 de marzo de 1748. Fue reconstruida y, el 20 de diciembre de 1818, la Iglesia fue finalmente consagrada por Joaquim de Meneses y Ataíde, arzobispo de Santo Tomé de Meliapor. Actualmente el santuario resguarda dos reliquias de suma importancia, por un lado la venerada imagen de Nuestra Señora del Monte y por otro el cuerpo del Beato Carlos de Austria.

## Aparición de la Virgen María
Según la tradición, a finales del siglo XV en los alrededores de la entonces ermita de Nuestra Señora de la Encarnación, en la localidad de Terreiro da Luta, la Santísima Virgen María se apareció milagrosamente a una joven pastora.
Cuenta la leyenda que una tarde una pastorcita se encontraba en una zona desértica muy alejada de la población, en ese sitio se encontró con una niña con la que se divirtió jugando y a quien convidó del refrigerio que sus padres le habían preparado para el día. La pastorcita, llena de alegría, contó lo sucedido a su familia quienes dudaron del relato de la pastorcita ya que parecía imposible que una niña apareciera de la nada en ese lugar tan alejado del pueblo. Al día siguiente se repitió el hecho exactamente igual que la primera vez y a la misma hora, y de nueva cuenta la pastorcita lo contó a su familia quienes de nuevo no le creyeron. Al tercer día, a la hora indicada por la niña, su padre, en secreto, la siguió para poder constatar la escena, y vio en una piedra, frente a su hija, una imagen pequeña de la Santísima Virgen María, cuando su padre apareció de repente la inocente pastorcita le aseguró que esa Imagen era la niña sobre quien le habló, El pastor, admirado, no se atrevió a tocar la imagen, y avisó a las autoridades eclesiásticas, mismas que ordenaron se colocara en la cercana ermita de la Encarnación, desde entonces la venerada imagen se conoce como Nuestra Señora del Monte, posteriormente la ermita fue ampliada y cambió su nombre para hacer referencia a la aparición milagrosa cuya veneración es muy amplía por toda la isla. El 20 de marzo de 2020 el obispo de Funchal, monseñor Nuno Brás da Silva Martins, consagró la diócesis  y la humanidad a Nuestra Señora del Monte con motivo de la pandemia de COVID-19 en una ceremonia en el santuario.
La imagen es una pequeña talla en madera policromada sosteniendo al niño en brazos que data del siglo XV, muy venerada en la zona su festividad es toda una celebración de gran magnitud sobre todo los días 14 y 15 de agosto. La leyenda de la aparición de la virgen dio origen al nombre del lugar en el que se encuentra, la ermita primitiva pasó a qué se le conociera como Nossa Senhora do Monte en referencia al lugar donde sucedió el milagro, posteriormente cuando se creó la freguesia en 1565 paso a llamarse Nossa Senhora do Monte llamada simplemente Monte hasta nuestros días.

## El Beato Carlos de Austria

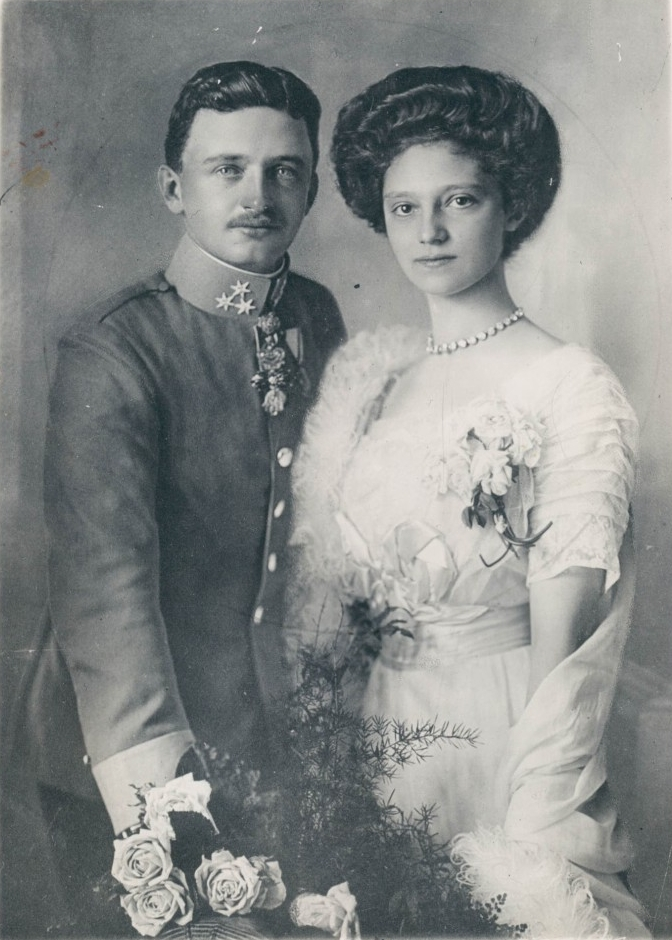
El Beato emperador Carlos I de Austria y IV de Hungría y su esposa la emperatriz Zita.

El 19 de noviembre de 1921 llegaron a Madeira el derrocado emperador Carlos I de Austria y IV de Hungría y su esposa la emperatriz Zita, la isla portuguesa fue su exilio final para evitar un tercer intento de restauración, vivieron primero en Funchal en la Villa Vittoria, junto al Hotel Reid, pero tras el robo de sus joyas no tuvieron suficientes recursos para pagar el alquiler, a su auxilió la familia Rocha Machado, de tradición monárquica, les cedió gratuitamente la Quinta do Monte a la que posteriormente se trasladaron. Sus hijos se les unieron hasta el 2 de febrero de 1922. La familia acudió a visitar algunas veces el santuario de Nuestra Señora de Monte, ubicado a unos metros de su nueva residencia, donde según la tradición se apareció la virgen María, rápidamente la familia imperial se ganó el cariño y el respeto de los habitantes de la isla que acudieron a su ayuda.

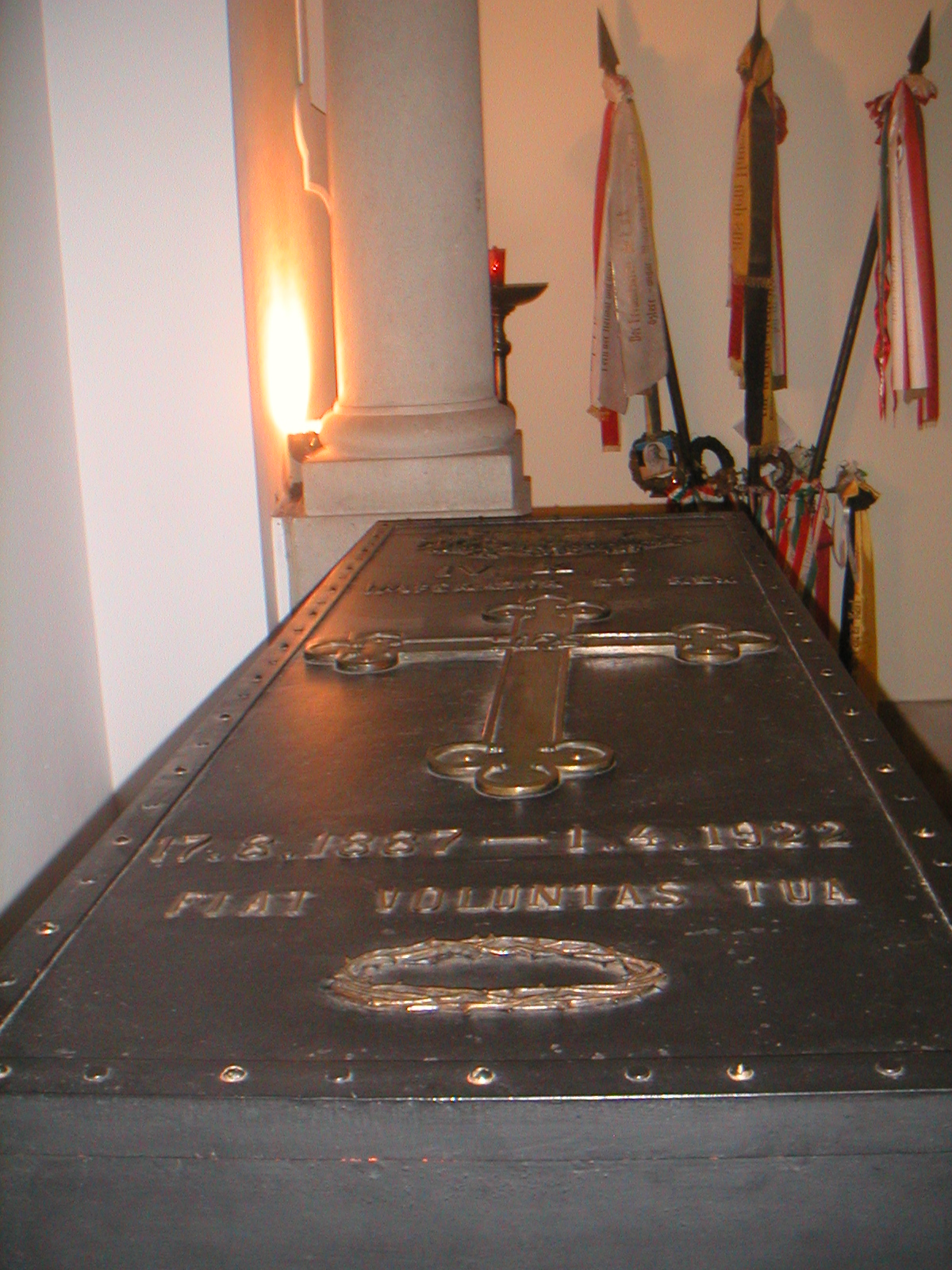
Sarcófago con la reliquia del emperador del Beato Carlos I de Austria.

Las condiciones climatológicas en Monte durante el invierno y la precaria situación de la quinta que carecía de muebles y cristales en las ventanas, que mientras tanto estaban  cubiertas con periódicos, provocó que el 9 de marzo de 1922 el emperador sufriera un resfriado, pronto las fiebres y el resfriado progresaron en bronquitis, no fue hasta el 21 de marzo que lo atendió un médico que diagnosticó una bronquitis que evolucionó a neumonía grave. Los médicos de Funchal, alquilaron una habitación en Monte para estar a disposición del emperador, a pesar de los esfuerzos el estado del emperador empeoró y perdió el conocimiento el 27 de marzo de 1922, sufrió dos infartos y murió de insuficiencia respiratoria el 1 de abril a las 11:30 de la mañana a los 34 años, a su lado estaba su esposa la emperatriz Zita, que estaba embarazada de su octavo hijo la archiduquesa Isabel, y acompañando a su madre el príncipe heredero, el archiduque Otón de nueve años, el emperador permaneció consciente casi hasta sus últimos momentos, sus últimas palabras fueron dedicadas a su esposa "Te amo mucho", la emperatriz nunca volvió a casarse, vistió de luto el resto de su vida en memoria de su esposo y actualmente se encuentra en proceso de canonización.
Esa misma noche tuvo lugar el embalsamamiento  y la elaboración de la máscara mortuoria. En señal de duelo todos los comercios de Funchal cerraron al enterarse de la muerte del emperador. El funeral se realizó en el Santuario de Nuestra Señora de Monte el 4 de abril de 1922, fue presidido por António Manuel Pereira Ribeiro, obispo de Funchal, cerca de 30.000 personas de toda la isla asistieron a la ceremonia. Por voluntad del emperador sus restos se depositaron en el Santuario de Nuestra Señora de Monte en Funchal y su corazón fue llevado a la abadía de Muri, Suiza, lugar de origen de la que fue la dinastía más poderosa del mundo. La Quinta do Monte se convirtió eventualmente en museo pero fue destruida por un incendio forestal en 2016  y reconstruida parcialmente, actualmente se conoce como Jardines del emperador.
El 3 de octubre de 2004 el papa Juan Pablo II lo beatificó en la plaza de San Pedro, su festividad es el aniversario de su boda, el 21 de octubre, el santuario de Nuestra Señora de Monte le dedicó una capilla donde descansan sus reliquias.

## Galería de imágenes

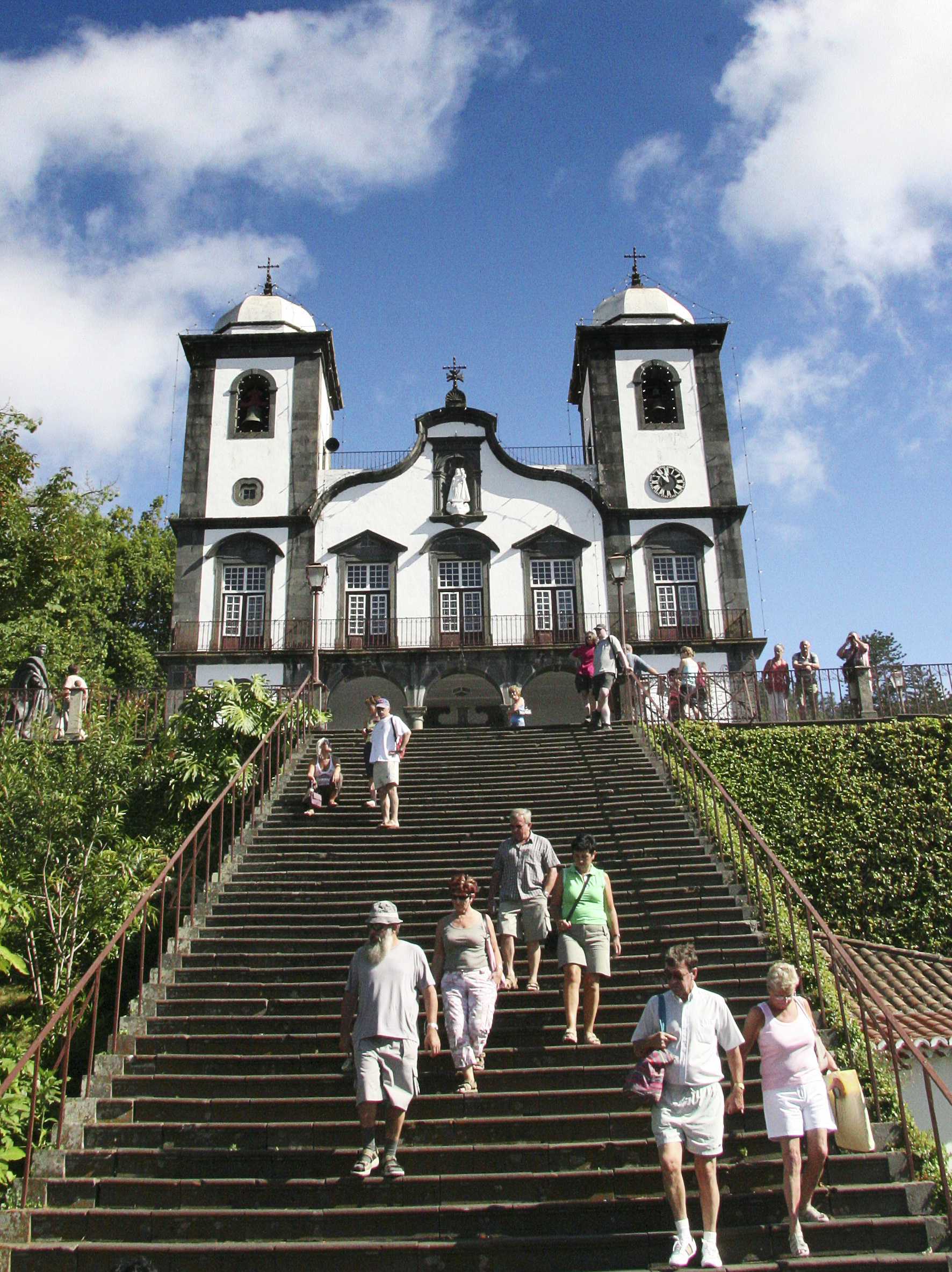
El santuario y su escalera
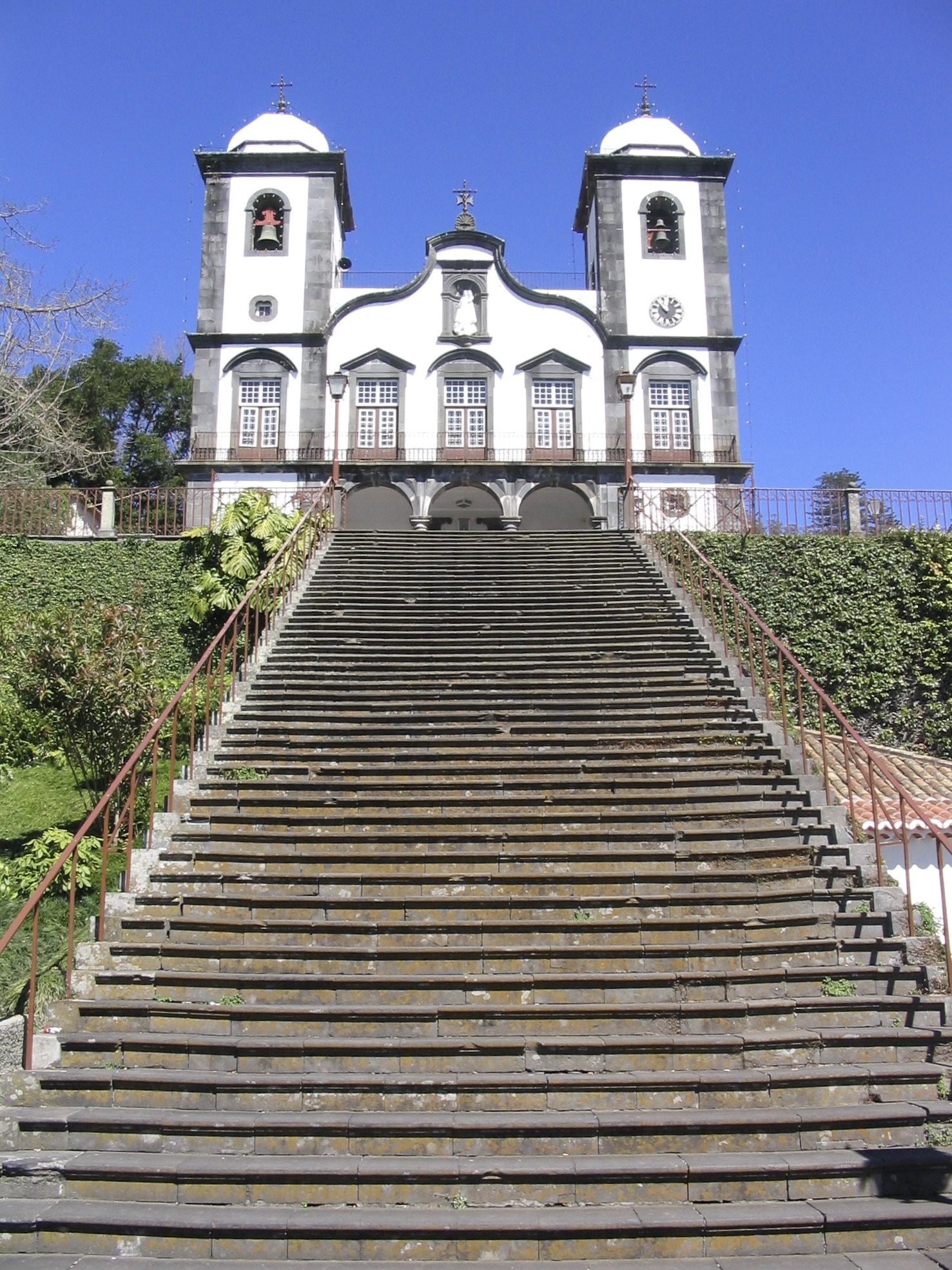
Rampa de acceso al santuario
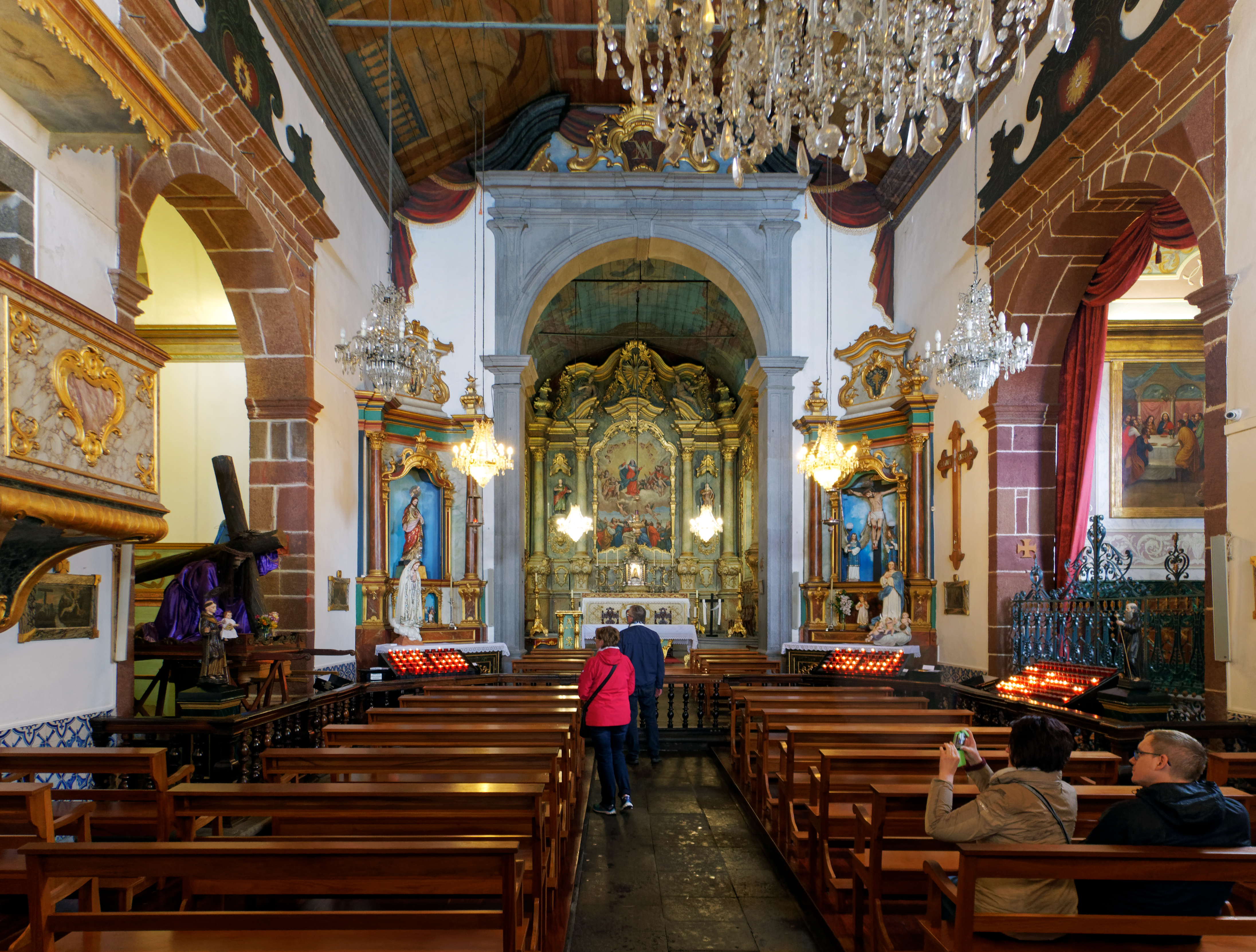
Interior del templo, debajo del cuadro central de la Asunción de la Virgen se puede observar la figura de Nuestra Señora de Monte
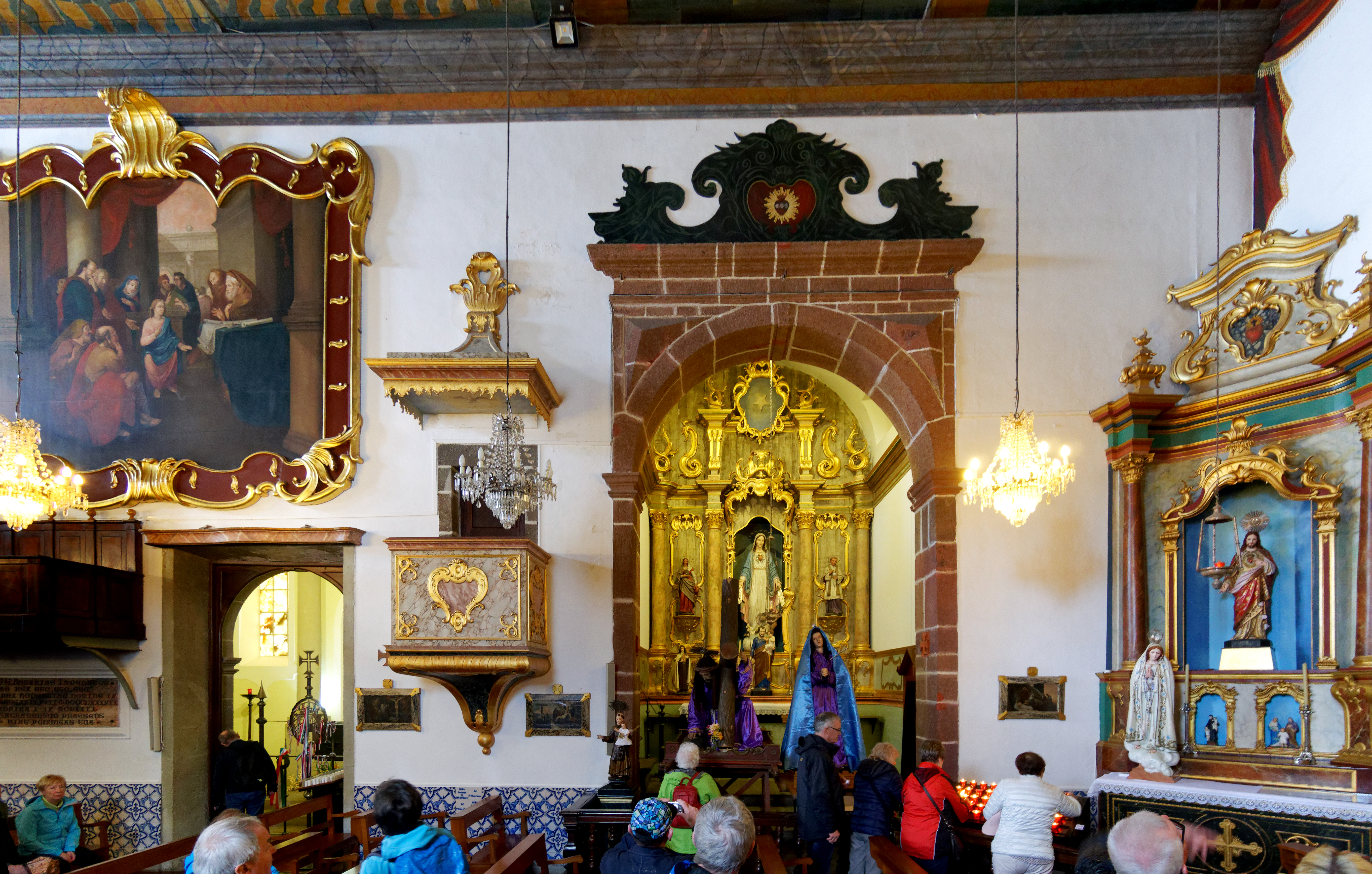
Izquierda a derecha: entrada a la capilla del Beato Carlos de Austria, púlpito y entrada a la capilla del Sagrado Corazón de María
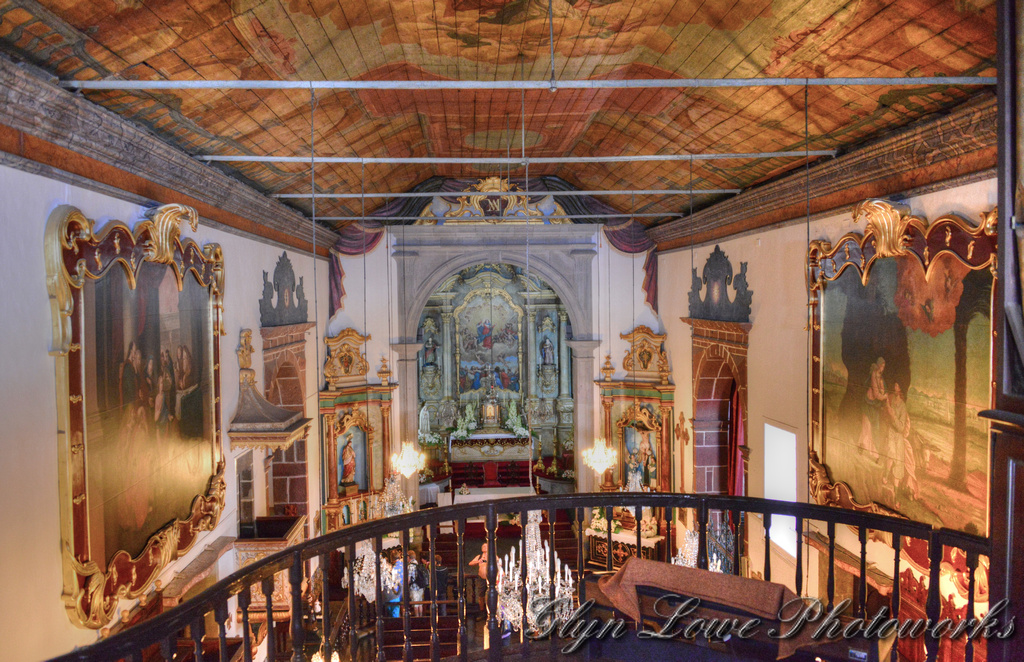
Vista general del templo desde el coro
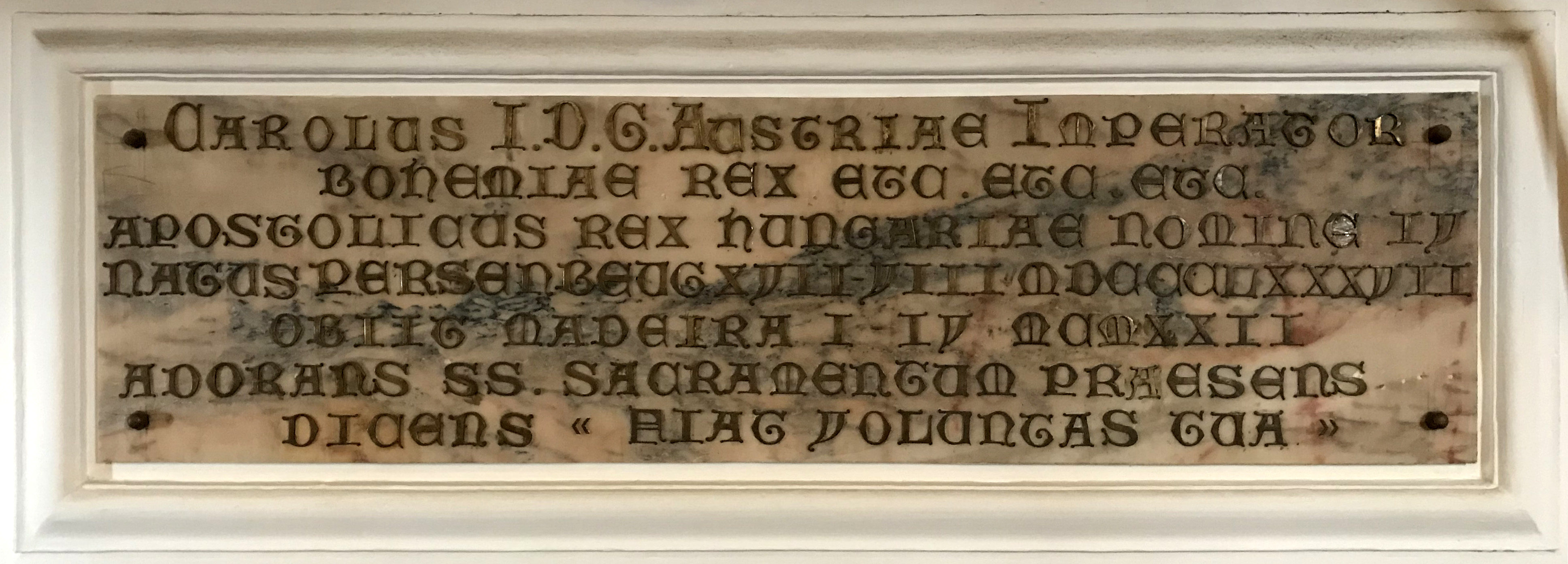
Placa conmemorativa de la capilla del Beato Carlos de Austria
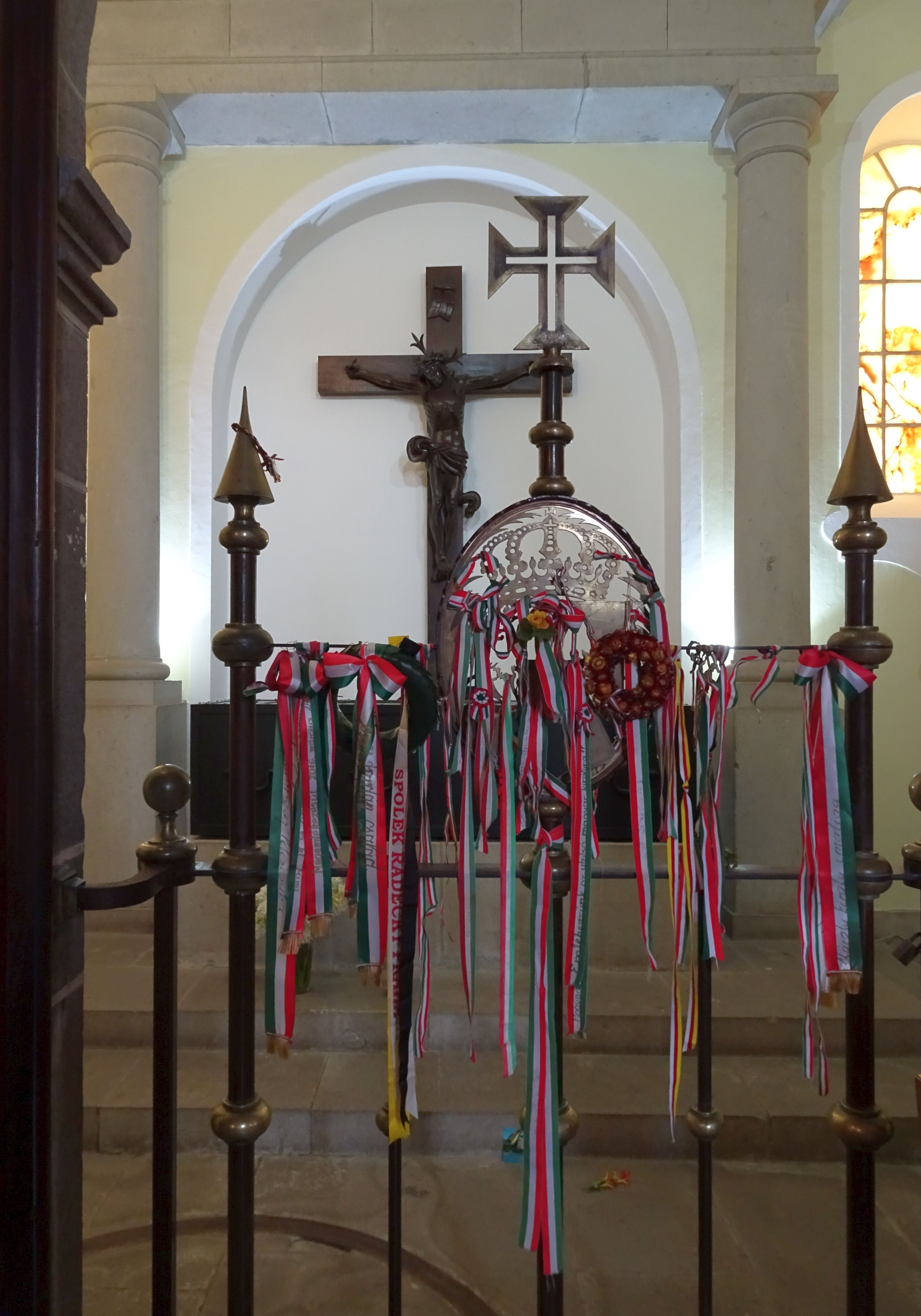
Interior de la Capilla del Beato Carlos de Austria
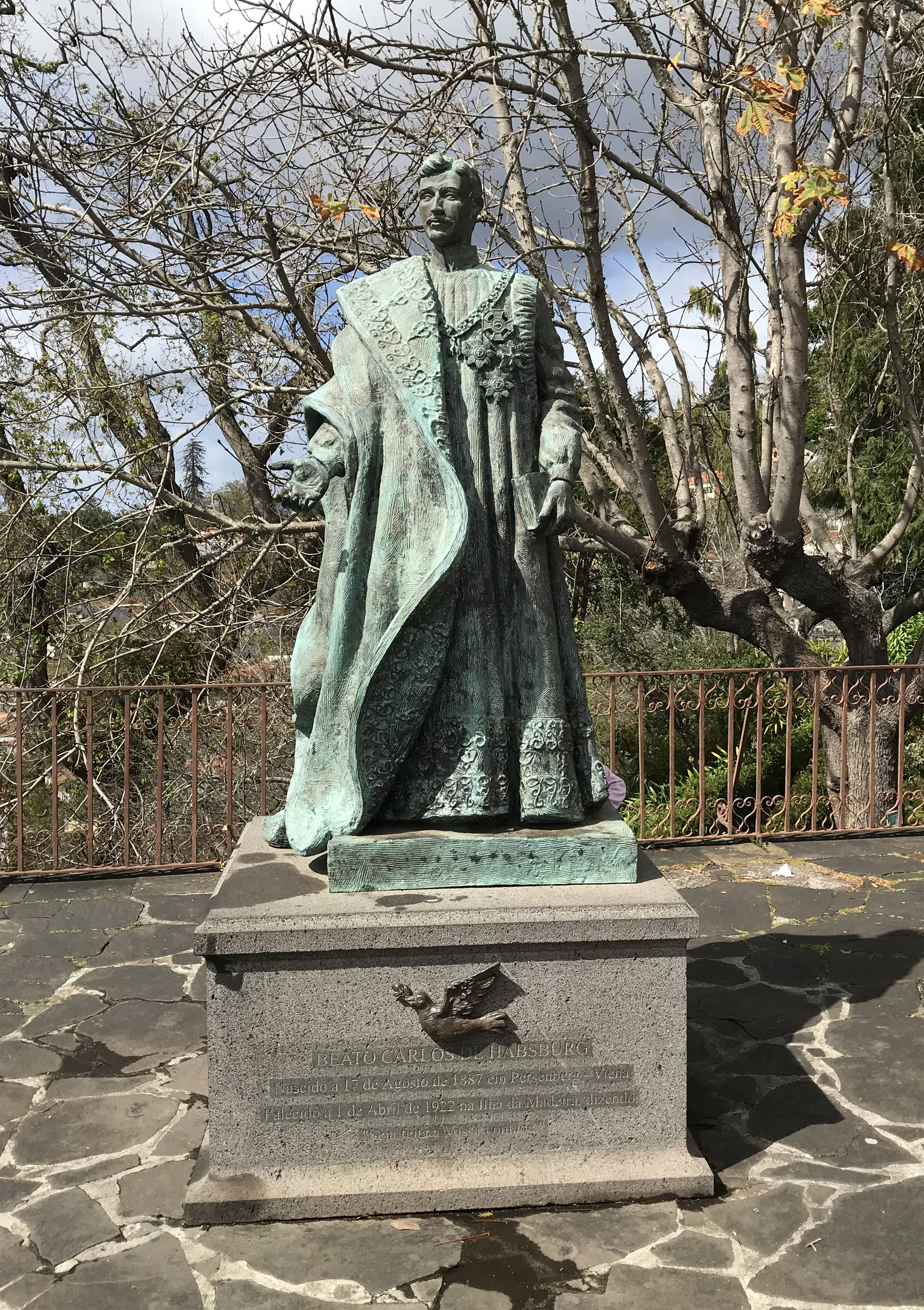
Monumento al Beato Carlos de Austria en la entrada del santuario